# More of the Monkees
Albums de The Monkees
The Monkees
(1966) Headquarters
(1967)
Singles
1. I'm a Believer
Sortie : novembre 1966
2. Mary, Mary (en)
Sortie : 1968

More of the Monkees est le deuxième album du groupe The Monkees. Sorti en 1967 sur le label Colgems Records (en), il inclut notamment leur deuxième single (et leur deuxième no 1) I'm a Believer.
Aux États-Unis, il se classe no 1 des ventes pendant dix-huit semaines, délogeant le précédent album du groupe, The Monkees, qui était resté no 1 pendant treize semaines consécutives. More of the Monkees atteint également le sommet du hit-parade au Royaume-Uni.
L'album sort à l'insu des membres du groupe, dont l'apport musical se limite, comme sur The Monkees, au chant. Cette situation ne les satisfait pas, et ils parviennent à arracher à leurs producteurs le droit de jouer eux-mêmes de leurs instruments et d'inclure davantage de leurs compositions sur leur album suivant, Headquarters.

## Fiche technique

### Chansons
| 1. | She                                     | Tommy Boyce, Bobby Hart                   | 2:27 |
| 2. | When Love Comes Knockin' (At Your Door) | Carole Bayer Sager, Neil Sedaka           | 1:45 |
| 3. | Mary, Mary (en)                         | Michael Nesmith                           | 2:12 |
| 4. | Hold On Girl                            | Billy Carr, Jack Keller (en), Ben Raleigh | 2:23 |
| 5. | Your Auntie Grizelda                    | Diane Hildebrand, Jack Keller             | 2:28 |
| 6. | (I'm Not Your) Steppin' Stone           | Tommy Boyce, Bobby Hart                   | 2:25 |

| 7.  | Look Out (Here Comes Tomorrow) | Neil Diamond                                      | 2:10 |
| 8.  | The Kind of Girl I Could Love  | Michael Nesmith, Roger Atkins                     |      |
| 9.  | The Day We Fall in Love        | Sandy Linzer, Denny Randell                       | 2:20 |
| 10. | Sometime in the Morning        | Gerry Goffin, Carole King                         | 2:24 |
| 11. | Laugh                          | Phil Margo, Mitch Margo, Hank Medress, Jay Siegel | 2:25 |
| 12. | I'm a Believer                 | Neil Diamond                                      | 2:41 |

En 1994, Rhino Records réédite More of the Monkees avec cinq titres bonus :
| 13. | Don't Listen to Linda          | Tommy Boyce, Bobby Hart   | 2:28 |
| 14. | I'll Spend My Life with You    | Tommy Boyce, Bobby Hart   | 2:30 |
| 15. | I Don't Think You Know Me      | Gerry Goffin, Carole King | 2:19 |
| 16. | Look Out (Here Comes Tomorrow) | Neil Diamond              | 2:53 |
| 17. | I'm a Believer                 | Neil Diamond              | 2:52 |

### Musiciens

#### The Monkees
- Micky Dolenz : chant (1, 3, 6, 10, 12), chœurs (1, 3, 4, 7, 8, 10, 12)
- Davy Jones : chant (2, 4, 7, 9, 11), chœurs (1, 7, 8, 12)
- Michael Nesmith : chant (8), chœurs (8)
- Peter Tork : chant (5), chœurs (1, 7, 8, 12), guitare (3)

#### Musiciens supplémentaires
- Seymour Barab (en) : violoncelle (9)
- Jeff Barry : chœurs (11)
- Hal Blaine : batterie (3, 8, 9, 11)
- Tommy Boyce : chœurs (6)
- James Burton : guitare (3, 8)
- George Butcher : claviers (7, 12)
- Glen Campbell : guitare (3, 8)
- Frank Capp : percussions (9, 11)
- Al Casey (en) : guitare (3, 8, 9, 11)
- Maurgan Cheff : orgue (7)
- Michael Cohen : piano (3)
- Gary Coleman : percussions (3, 8)
- Mike Deasy (en) : guitare (3, 8)
- Neil Diamond : guitare (12)
- Wayne Erwin : guitare (1, 6)
- Stan Free : claviers (7, 12)
- Al Gafa (en) : guitare (2)
- Jim Gordon : batterie (3, 8)
- Al Gorgoni (en) : guitare (7, 12)
- Louis Haber : violon (9)
- Bobby Hart : orgue (1, 6)
- Norm Jefferies : percussions (1)
- Carol Kaye : basse (9, 11)
- Carole King : chœurs (10)
- Larry Knechtel : basse (3, 8)
- Henry Levy : percussions (6)
- Billy Lewis : batterie (1, 6)
- Herbie Lovelle (en) : batterie (2)
- Gerry McGee : guitare (1, 6)
- Don Peake : guitare (3, 8)
- Ray Pohlman (en) : basse (9, 11)
- Don Randi : clavecin et orgue (9, 11)
- Michel Rubini (en) : clavecin et orgue (9, 11)
- David Sackson : alto (9)
- Buddy Saltzman (en) : batterie (12)
- Murray Sandry : alto (9)
- Russ Savakus (en) : basse (2)
- Neil Sedaka : piano (2)
- Kauren Seguer : percussions (7)
- Louis Shelton (en) : guitare (1, 6)
- Irving Spice : violon (9)
- Louis Stone : violon (9)
- William Suyker : guitare (2)
- Larry Taylor : basse (1, 6)
- Donald Thomas : guitare (2)
- Julius Wechter (en) : percussions (9, 11)
- Bob West : basse (3, 8)

### Classements et certifications
| Pays (classement)             | Meilleure position |
| ----------------------------- | ------------------ |
| États-Unis (Billboard 200)    | 1                  |
| Royaume-Uni (UK Albums Chart) | 1                  |